# Pseudoxandra parvifolia
Pseudoxandra parvifolia är en kirimojaväxtart som beskrevs av Paulus Johannes Maria Maas. Pseudoxandra parvifolia ingår i släktet Pseudoxandra och familjen kirimojaväxter. Inga underarter finns listade i Catalogue of Life.